# Nagy keresztmellűteknős
A nagy keresztmellűteknős (Staurotypus triporcatus) a hüllők (Reptilia) osztályába  és a teknősök (Testudines) rendjébe és az iszapteknősök (Kinosternidae) családjába tartozó faj.

## Előfordulása
Belize, Guatemala, Honduras és Mexikó területén honos.

## Megjelenése
Testhossza 38 centiméter. Nevét hasi páncéljának alakjáról kapta.